# Littérature grecque contemporaine
La littérature grecque contemporaine désigne l'ensemble des littératures orales et écrites en grec moderne, de Grèce, ou par des Grecs (minorités, diasporas, exils), depuis 1800.
Le grec moderne (en grec : (νεο)ελληνική γλώσσα / (neo)ellinikí glóssa « langue grecque (moderne) », ou simplement (νέα) ελληνικά / (néa) elliniká) est la langue maternelle de 15 millions de locuteurs, dont 10,7 millions en Grèce où il est langue officielle, comme à Chypre. Il existe aussi des minorités de langue grecque en Albanie et en Turquie.

## Contexte
- Croisades du Levant (1095-1291), vocabulaire des croisades
- États latins d'Orient, Francocratie, : Royaume de Thessalonique (1204-1224), Empire latin de Constantinople (1204-1261), Principauté d'Achaïe (1205-1432), Ordre de Saint-Jean de Jérusalem à Rhodes (1310-1522)...
- Empire byzantin éclaté, dont : Empire de Nicée (1204-1261), Empire de Trébizonde (1204-1461), Despotat d'Épire (1204-1479), Despotat de Morée (1360-1450)...
- Chute de Constantinople (1453), Grèce ottomane (vers 1450 - vers 1830)
- Départements français de Grèce (1797-1802), République des Sept-Îles (1800-1814), République des îles Ioniennes (1814-1864)
- Guerre d'indépendance grecque (1821-1829)
- Royaume de Grèce (1832-1924, 1935-1941, 1944-1973)
- Première République (Grèce) (1822-1832), Deuxième République (Grèce) (1924-1935)
- État grec (1941-1944), Guerre civile grecque (1946-1949), Dictature des colonels (1967-1974)
- Troisième République (Grèce) depuis 1974
- Diaspora grecque, ou omogenia (au moins 6 000 000)
- Grec moderne, Dialectes du grec moderne, Langues en Grèce

## XIXesiècle
- Écrivains grecs du XIXe siècle

Après la révolution de 1821, où la littérature grecque connaît un renouveau. Parmi les principaux auteurs de cette période (jusqu'au début XXe): Dionýsios Solomós, Andreas Calvos, Kostís Palamás, Emmanouíl Roḯdis, Alexandre Papadiamándis, Ángelos Sikelianós, Kóstas Karyotákis.
- École littéraire des Sept-Îles (en) (1790-1880)
- Première École littéraire d'Athènes (en) (1830-1880)
- Nouvelle École littéraire d'Athènes (en) (1880-1910)

### Romanciers
- Alexandros Papadiamantis (1851-1911)
- Andreas Karkavitsas (1866-1922)

### Poètes
- Athanásios Christópoulos (1772-1847)
- Andreas Calvos (1792-1869)
- Dionýsios Solomós (1798-1857)
- Angeliki Palli (en) (1798-1875), poétesse, traductrice, féministe
- Evanthía Kaḯri (1799-1866)
- Georgios Tertsetis (en) (1800-1874), poète, philosophe, historien, politique, juge
- Alexandros Soutsos (en) (1803-1863), poète
- Panagiotis Soutsos (en) (1806-1866), poète, journaliste, romancier
- Alexandros Rizos Rangavis (1809-1892), politique, poète, épistolier
- Andréas Laskarátos (1811-1901)
- Ilias Tantalidis (en) (1818-1876), poète
- Aristotélis Valaorítis (1824-1879)
- Dimosthenis Valavanis (en) (1829-1854)
- Aganice Ainianos (1838-1892), poétesse
- Spyridon Vasileiadis (en) (1845-1874)
- Jean Moréas (1856-1910)
- Kostís Palamás (1859-1943)
- Georgios Drossinis (en) (1859-1951)
- Loréntzos Mavílis (1860-1912)
- Ioannis Polemis (1862-1924)[1]
- Constantin Cavafy (1863-1933)
- Kóstas Krystállis (1868-1894)

## XXesiècle

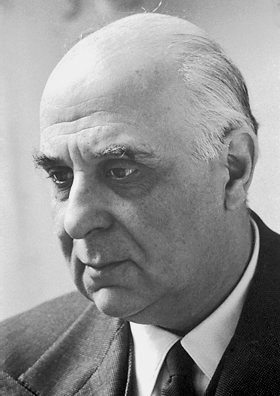
Georges Séféris en 1963

- Écrivains grecs du XXe siècle
- Génération des années 1930
- Mataroa, La Nef des Grecs  (1945, Athènes-Tarente, Octave Merlier)

Parmi les auteurs contemporains, Dimitris Lyacos (1966-) a consolidé sa réputation dans le récent contexte postmoderne.

### Romanciers et nouvellistes
- Aris Alexandrou (1922-1978), La Caisse
- Élli Alexíou (1894-1988)
- Errikos Belies (1950-2016)
- Dimitris Hatzis (1913-1981), Le Livre double (1976)
- Iákovos Kambanéllis (1922-2011), Mauthausen
- Rodis Kanakaris-Roufos (1924-1972)
- M. Karagatsis (1908-1960), Le colonel Liapkine, La grande chimère
- Andreas Karkavitsas (1865-1922)
- Níkos Kazantzákis (1883-1957), Alexis Zorba (1946), La Dernière Tentation (1954)
- Ménis Koumandaréas (1931-2014), La Verrerie
- Christóforos Miliónis (1932-2017), Kalamás et Achéron
- Pavlos Matesis (1933-2013)
- Giannis Skarimpas (1893-1984)
- Didó Sotiríou (1909-2004), Terres de sang (1962)
- Alexis Stamatis (1960-)
- Angelos Terzakis (1907-1979)
- Vassílis Vassilikós (1933-2023), Z, Le Monarque
- Ilías Venézis (1904-1973), La Grande Pitié (1924-1931), Sérénité, Terre éolienne

### Poètes
- Kostís Palamás (1859-1943)
- Georgios Drossinis (1859-1951)
- Constantin Cavafy (1863-1933)
- Silouan l'Athonite (1866-1938)
- Georgios Hatzis (1881-1930)
- Níkos Kazantzákis (1883-1957)
- Ángelos Sikelianós (1884-1951)
- Aimilios Veakis (1884-1951)
- Kóstas Várnalis (1884-1974)
- Napoleon Lapathiotis (1888-1944)
- Tasos Vidouris (1888-1967)
- Kostas Ouranis (1890-1953)
- George Tsimbidaros-Fteris (1891-1967)
- Giannis Skarimpas (1893-1984)
- Kóstas Karyotákis (1896-1928)
- Theodore Stephanides (1896-1983)
- Georges Séféris (1900-1971)
- Andréas Embiríkos (1901-1975)
- María Polydoúri (1902-1930)
- Katina Papa (1900/1903-1959)
- Níkos Engonópoulos (1907-1985)
- Yiannis Ritsos (1909-1990)
- Takis Tsiakos (1909-1997)
- María Aspióti (1909-2000)
- Níkos Kavvadías (1910-1975)
- Melissanthi (1910-1991)
- Alexandros Matsas (1911-1969)
- Níkos Gátsos (1911-1992)
- Odysséas Elýtis (1911-1996)
- Zisis Oikonomou (1911-2005)
- Demetrios Capetanakis (1912-1944)
- Nicéphore Vrettakos (1912-1991)
- Minas Dimakis (1913-1980)
- Dimitris Hatzis (1913-1981)
- Panos Paparrigopoulos (1913-1985)
- Takis Sinopoulos (1917-1981)
- Panagiotis Meltemis (1918-1978)
- Michalis Katsaros (1919-1998)
- Miltos Sachtouris (1919-2005)
- Ektor Kaknavatos (1920-2010)
- Iákovos Kambanéllis (1921-2011)
- Nanos Valaoritis (1921-2019)
- Aris Alexandrou (1922-1979)
- Dimitris Papaditsas (1922-1987)
- George Pavlopoulos (1924-2008)
- Manolis Anagnostakis (1925-2005)
- Stavros Vavouris (1925-2008)
- Nikos Karouzos (1926-1990)
- Vyronas Davos (1927-)
- Nikos Fokas (1927-)
- Elias Petropoulos (1928-2003)
- Christos Laskaris (1931-2008)
- Kikí Dimoulá (1931-2020)
- Tassos Denegris (1934-2009)
- Vassílis Vassilikós (1934-2023)
- Níkos Dímou (1935-)
- Leftéris Papadópoulos (1935-)
- Dimitri Kitsikis (1935-2021)
- Pétros Márkaris (1937-)
- Aléxandros Panagoúlis (1939-1976)
- Katerina Anghelaki-Rooke (1939-)
- Stefanos Tassopoulos (1939-)
- Katerína Gógou (1940-1993)
- Andreas Zarbalas (1942-)
- Argyris Chionis (1943-2011)
- Yannis Kondos (1943-2015)
- Lefteris Poulios (1944-)
- Kostas Papageorgiou (1945-)
- Nasos Vagenas (1945-)
- Demetris Th. Gotsis (1945-)
- Kyriakos D. Kassis (1946-)
- María Laïná (1947-2023)
- Yiannis Patilis (1947-)
- Vassilis Steriadis (1947-2003)
- Constance Dima (1948-)
- Yannis Yfantis (1949-)
- Olga Broumas (1949-)
- Dimitris Kraniotis (1950-)
- Errikos Belies (1950-2016)
- Lili Bita Zaller (1950?-)
- Giorgos Markopoulos (1951-)
- Giorgos Ch. Theocharis (1951-)
- Nikos Sideris (1952-)
- Antonis Fostieris (1953-)
- Sotiris Kakisis (1954-)
- Yannis Varveris (1955-2011)
- Evgenios Aranitsis (1955-)
- Haris Vlavianos (1957-)
- Stratís Paschális (1958-)
- Alexis Stamatis (1960-)
- Sotiris Trivizas (1960-)
- Kostis Gimossoulis (1960-)
- Spyros Vrettos (1960-)
- Dimitris P. Kraniotis (de) (1966-)
- Dimitris Lyacos (1966-)
- Yannis Livadas (1969-)

## XXIesiècle
- Écrivains grecs du XXIe siècle

### Romanciers
- Pavlos Matesis (en) (1933-2013)
- Errikos Belies (en) (1950-2016)
- Sotíris Dimitríou (1955-)[3]
- Sóti Triantafýllou (1957-)
- Alexis Stamatis (en) (1960-)
- Dimitris Lyacos (1966-), Z213 : Exit (2009)
- Panos Karnezis (de) (1967-)
- Chrístos Chryssópoulos (1968-)
- Dimitris Sotakis (el) (1973-), L'argent a été viré sur votre compte (2009)
- Kostis Maloùtas (1984-)[4],[5]
- Christos Armandos Gezos (en) (1988-)

### Poètes
- Panos Koutrouboussis (1937-)
- Katerina Anghelaki-Rooke (1939-)
- Lili Bita (1940?-)
- Yannis Kondos (1943-2015)
- Nasos Vagenas (1945()
- Kyriakos D. Kassis (1946-)
- Yiannis Patilis (1947-)
- Vassilis Steriadis (1947-2003)
- Errikos Belies (1950-2016)
- Dimitris Moustakas (1950?-)
- Nikos Sideris (1952-)
- Antonis Fostieris (1953-)
- Markos Sklivaniotis (1954-)
- Yannis Varveris (1955-2011)
- Stratís Paschális (1958-)
- Alexis Stamatis (1960-)
- Sotiris Trivizas (1960-)
- Kostis Gimossoulis (1960-)
- Spyros Vrettos (1960-)
- Dimitris P. Kraniotis (de) (1966-)
- Dimitris Lyacos (1966-)
- Christos Armandos Gezos (en) (1988-)
- Yannis Livadas (1969-)
- George Pol Papadakis (1968-)
- Christos Armandos Gezos (1988-)

## Théâtre
Le théâtre grec moderne (en) a son origine en Crète vénitienne (Duché de Candie, 1204-1646), qui connaît la Renaissance crétoise, marque par l'École crétoise (école d'iconographie postbyzantine) et L' Accademia degli Stravaganti (L'Académie des Extravagants) en littérature.
Les deux premiers textes connus sont la tragédie Érophile  (1600) de Georges Chortatzis (1545-1610) et le drame religieux Le Sacrifice d'Abraham (Η Θυσία του Αβραάμ (el), publié en 1713), attribué à Vicenzos Kornaros (1553-1613).
Parmi d'autres productions, tragédies, comédies, pastorales, et moralités, émergent Panoraia et Katsourbos de Georges Chortatzis (1545-1610), puis Fortuné (Fōskolos, 1669) de Marco Antonio Foscolo (it), Le Roi Rhodolinos (1647) de Joannes Andreas Troilos.
Après la conquête de la Crète par les Turcs, parmi les réfugiés dans les Îles Ioniennes (Départements français de Grèce, République des Sept-Îles, République des îles Ioniennes), se développe une École des Sept Îles (en), dont les dramaturges  Petros Katsaitis (el), Savoyas Rousmelis, Dimitrios Gouzelis (el), Antonios Matesis (Vasilikos, (1830)).
Après la Guerre d'indépendance grecque (1821-1829), sur le territoire grec peut grandir un théâtre grec de la Première École d'Athènes (en) (phanariote, en katharévousa) (1830-1880) :
- Achille ou la Mort de Patrocle (1805) de Athanásios Christópoulos (1772-1847)
- Timoleon(1818) d'Ioannis Zampelios[9] (1787-1856)
- Babylonia (1836), satire de Dimitris Vyzantios
- Maria Doxapatri (1853) et Fausta (1893), tragédies romantiques de Demetrios Bernardakis (en) (1833-1907, Dimitrios Vernardakis)

En fin de siècle, s'impose la Nouvelle École d'Athènes (en) ((Γενιά του 1880), palamienne, en grec démotique), autour de Kostís Palamás (1859-1943).
Le Théâtre Royal, futur Théâtre national de Grèce (1932), est fondé en 1880.
Diverses formes de théâtre deviennent populaires (comédies, opérettes) : Le sort de la laitue (1889) et L'amant du berger (1891) de Dimitrios Koromilas ou Golfo (créée en 1877) de Spýros Peressiádis (1854-1918).
Les grands noms sont :
- Grigórios Xenópoulos (1867-1951)
- Pantelis Horn (en) (1881-1941), 30 pièces
- Níkos Kazantzákis (1883-1957), 20 pièces
- Ángelos Sikelianós (1884-1951), poète et dramaturge, qui remet en honneur en 1925 les célébrations delphiques avec représentations à l'antique, et établit une Université delphique
- Vasilis Rotas (1889-1977)
- Giannis Skarimpas (en) (1893-1984), 6 pièces
- Yórgos Theotokás (1906-1966), romancier de la génération des années 1930, qui se met au théâtre après 1945
- Angelos Terzakis (en) (1907-1979), 12 pièces

Après 1945, sont admirés, tant au théâtre qu'au cinéma :
- Dimitris Psathas (en) (1907-1970)
- Níkos Tsifóros (1912-1970), 35 pièces
- le tandem Alékos Sakellários (1913-1991) et Christos Giannakopoulos (el), 140 pièces ou scénarios

Un âge d'or du cinéma grec se fait en partie sur l'adaptation de ce théâtre et les nouveaux acteurs tels que Dimitris Horn, Manos Katrakis, Orestis Makris, Melina Mercouri et autres.
- Iákovos Kambanéllis (1922-2011), 22 pièces

Au début du 21e siècle, quelques noms s'imposent : Yorgos Maniotis (1951-), Alexis Stamatis (1960-), Evdokimos Tsolakidis (1962-), Alexi Kaye Campbell (1966-), Dimitris Lyacos (1966-), Elena Penga (1966-), Nina Rapi, Fanis Sakellariou...

### Compléments
- Pièces de théâtre grec moderne (el)
- Dramaturges grecs modernes[10]
- Metteurs en scène grecs
- Pièces de théâtre grecques
- Festivals de théâtre
  - Festival d'Athènes-Épidaure[11] à l'Odéon d'Hérode Atticus et au Sanctuaire d'Asclépios et théâtre d'Épidaure
  - Festival Aeschylia (en) (Eleusis)
- Musée du théâtre grec (en) (1938)
- Théâtres en Grèce (en), dont Théâtres à Athènes (en)
- Compagnies de théâtre en Grèce (en), dont Lemos Theater
- École nationale grecque de théâtre (en) (GNT Drama School)
- Théâtre Noir (2014), autour d'Orfea (Orpheus Chatzidimitriou)
- Perspectives du théâtre grec contemporain, revue, 2010

## Auteurs
- Liste d'écrivains de langue grecque moderne
- Liste de spécialistes en études néo-grecques (de)
- Écrivains grecs francophones
- Dramaturges grecs
- Écrivains de Crète (de)
- Auteurs-compositeurs de chansons de Grèce (en)

## Œuvres
- Liste (anglophone) de livres grecs modernes remarquables (en)

## Institutions
- Archives générales de l'État
- Bibliothèque nationale de Grèce
- Fondation hellénique pour la culture
- Centre pour la langue grecque
- Prix littéraires : Prix Runciman (en)
- Magazines littéraires : I lexi, Planodion, Porfiras